# Helena Mallarino
Helena Mallarino Madariaga (Bogotá, 28 de noviembre de 1953) es una actriz colombiana de cine, teatro y televisión. Es hermana de los actores María Angélica Mallarino y Víctor Mallarino.

## Filmografía

### Televisión
| Año       | Título                                   | Personaje                       |
| --------- | ---------------------------------------- | ------------------------------- |
| ?         | Ana Frank                                |                                 |
| ?         | Vamos a contar mentiras                  |                                 |
| 1974      | La enemiga                               |                                 |
| 1978      | Lejos del nido                           |                                 |
| 1979      | Teresa Valverde                          | Lilia Solar de Obregón          |
| 1979      | Mujercitas                               |                                 |
| 1980      | La tregua                                | Blanca Santomé                  |
| 1980      | Bolívar                                  | María Antonia Bolívar Palacios  |
| 1980      | Querido Andrés                           |                                 |
| 1981      | Su majestad el dinero                    |                                 |
| 1981      | La tía Julia y el escribidor             | Graciela Ortega                 |
| 1982      | Don Chinche                              | "Hermana Cecilia"               |
| 1982      | El hijo de Ruth                          | Ruth                            |
| 1986      | Los dueños del poder                     |                                 |
| 1987      | El círculo                               |                                 |
| 1987      | San Tropel                               | Constanza Serrano               |
| 1989      | Garzas al amanecer                       |                                 |
| 1990      | Herencia maldita                         |                                 |
| 1991      | La casa de las dos palmas                | Evangelina Herreros             |
| 1992      | El hombre de la flor                     |                                 |
| 1993      | La maldición del paraíso                 | Eugenia                         |
| 1995      | Las ejecutivas                           | Adelaida Sanclemente            |
| 1996      | Leche                                    | La malvada Beatriz              |
| 1998      | Amores como el Nuestro                   | Soledad Ospina de Restrepo      |
| 1999      | Divorciada                               | Soledad                         |
| 2000      | Brujeres                                 | Victoria "Toya"                 |
| 2000      | Se armó la gorda                         | Yolanda Fandiño.                |
| 2002      | Milagros de amor                         | Virginia                        |
| 2003      | La costeña y el cachaco                  | Juliana                         |
| 2004      | Leida                                    |                                 |
| 2004      | Todos quieren con Marilyn                | Dora Stella 'Greta' Orjuela     |
| 2006      | Amas de casa desesperadas                | Felicidad Ruiz                  |
| 2006      | La diva                                  | Susana "Sussy" Durán            |
| 2007      | Mujeres asesinas                         | Varios personajes               |
| 2009      | Verano en Venecia                        | María Eugenia Sáenz "Mariú"     |
| 2010      | Karabudjan                               | Paloma                          |
| 2012      | Escobar, el patrón del mal               | Ana María Busquets de Cano      |
| 2013      | Cumbia Ninja                             | Elba Paez                       |
| 2014      | Un sueño llamado salsa                   | Gabriela Oropeza de Wilkins     |
| 2014      | Manual para ser feliz                    | Magdalena de Saénz              |
| 2014      | Palabra de ladrón                        | Jueza Hipólita Uribe            |
| 2015      | Narcos                                   | Nydia Quintero de Turbay        |
| 2015-2016 | Las santísimas                           | Enriqueta Díaz                  |
| 2016-2019 | La ley del corazón                       | María Cristina Correa           |
| 2017      | Hermanos y hermanas                      | Nora Matiz de Soto              |
| 2018      | Distrito Salvaje                         | Clara                           |
| 2019      | Relatos Retorcidos: Terremoto en Santafé | Isabel                          |
| 2020      | Paseadora de abueles                     | Poli                            |
| 2021      | El Cartel de los Sapos: el origen        | Marlén Ulloa                    |
| 2022      | Un cuarto para las tres                  | Leonor                          |
| 2025      | La venganza de Analía 2                  | Andrea Correa / Susana Guerrero |

## Teatro
| Año  | Título                                             |
| ---- | -------------------------------------------------- |
| 1983 | Y los sueños cantos son (Obra teatral infantil)    |
| ?    | Los caballeros las prefieren rubias (Obra musical) |

## Premios y nominaciones

### Premios India Catalina
| Año  | Categoría                                      | Telenovela o serie          | Resultado |
| ---- | ---------------------------------------------- | --------------------------- | --------- |
| 2021 | Mejor actriz protagónica de telenovela o serie | Paseadora de perros abueles | Nominada  |
| 2017 | Mejor actriz de reparto de telenovela o serie  | La ley del corazón          | Nominada  |
| 1997 | Mejor actriz de reparto                        | Leche                       | Ganadora  |
| 1988 | Mejor actriz de reparto                        | San Tropel                  | Nominada  |

### Premios TV y novelas
| Año  | Categoría                             | Telenovela o Serie | Resultado |
| ---- | ------------------------------------- | ------------------ | --------- |
| 2017 | Mejor actriz de reparto de telenovela | La ley del corazón | Nominada  |

## Otros premios obtenidos
- Premio Simón Bolívar a mejor Actriz de Reparto.
- Premio Antena a Mejor Actriz.
- Gloria de la Tv.